# Ole Hegge
Ole Hegge, född den 3 september 1898 i Bardu (Norge) - död den 2 juli 1994 i Livingston (New York), var en norsk längdåkare som tävlade under 1920- och 30-talen.
Hegge kom tvåa på 18 kilometer i längdåkning i OS i St Moritz 1928. Han kom fyra på 50 kilometer i OS i Lake Placid 1932.